# Mare de Déu de l'Assumpció de Sora
La Capella De La Mare De Déu De L'assumpció O Capella De Santa Filomena és una capella al terme de Sora (Osona) inclosa a l'Inventari del Patrimoni Arquitectònic de Catalunya. Capella de planta rectangular, sense absis, d'una sola nau construïda amb petites pedres irregulars i morter. A les cantonades de la construcció exterior hi ha grans carreus ben tallats. La porta d'entrada té una gran llinda on es pot llegir la data 1767. A sobre de la porta hi ha una finestra circular amb grans dovelles. La façana principal està coronada amb un arc de dues lloses verticals i un pedra arcada que sustentes la campana.